# Самар-Кая
Самар-Кая, Сарма-Кая  (сер. тюрк. сарп — обривистий) — полога куполоподібна трав'яниста вершина в Криму. Розташована на північно-західній частині Демерджі-Яйли. Висота — 1271 м. На захід і північний захід — ребристі скельні урвища порослі соснами.